# Twerking

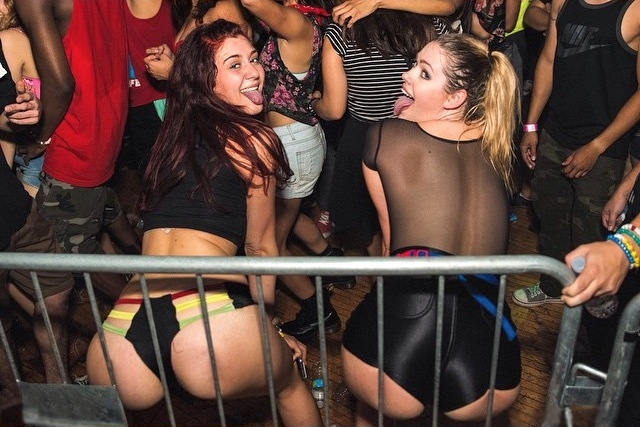
Två tjejer twerkar.

Twerking är en dansstil, där dansaren, som vanligtvis är en kvinna, står lätt hukande och bredbent och skakar sina höfter och rumpa, på ett sätt som kan uppfattas som sexuellt utmanande. Dansen kan även utföras stående på händer. En liknande rörelse där två personer gnider skrevet eller bakdelen mot varandra kallas grinding.
Ordets ursprung är oklart, men kan vara ett teleskopord, bildat av orden twist (vrida) och jerk (rycka). Ordet twerk lades 2013 till i Oxford English Dictionary. Ordlistan uppger att ordet använts i över 20 år, men att den uppmärksamhet det fick då den amerikanska artisten Miley Cyrus uppträdde med dansen på MTV Video Music Awards i augusti 2013, var det som slutligen gjorde att ordet togs in i ordlistan.

## Möjligt ursprung
Dansen har jämförts med traditionella afrikanska danser, exempelvis den västafrikanska dansen mapouka, som förbjöds i TV i Elfenbenskusten, då den ansågs för vulgär..

## Spridning
Till USA kom den genom hiphopkulturen. DJ Jubilee gjorde 1993 låten ""Do The Jubilee All"  där han sjöng  "Twerk baby, twerk baby, twerk, twerk, twerk.". Videon ökade twerkingens popularitet.
2013 blev 33 elever från Scripps Ranch High School in San Diego avstängda från skolan då de använt skolmaterial i en twerkingvideo som de laddat upp på Youtube.
I augusti 2013 gjorde Miley Cyrus ett uppmärksammat uppträdande då hon twerkade på MTV Video Music Awards, samma månad läckte en låt kallad Twerk med henne och Justin Bieber ut på nätet.